# Лакреєвський ліс
Лакреєвський ліс (чув. Лакрей вăрманĕ, рос. Лакреевский лес) — центральний парк культури та відпочинку у м. Чебоксари. Площа – 41,2 га. Найстаріший парк у Чебоксарах. В наш час центр індустрії розваг та відпочинку жителів міста.
Переважаюча порода – дуб черешчатий (91% від загальної площі насаджень), що пояснюється прородним походженням парку. В активній зоні відпочинку та центральної частини парку зроблені штучні посадки берези повислої та липи серцелистої. В меншій мірі проростають модрина сибирська, клен гостролистий, Горобина звичайна, ясен зелений, ліщина та інші. Вік дубів в парку від 90 до 140 років, зустрічаються дуби 160 років.
У парку діють розважальні атракціони, ігрові комплекси для дітей, проходять різноманітні культурно-масові заходи: концерти, конкурси, вечори тощо.